# Македонска народна студентска група
Македонската народна студентска група „Гоце Делчев“ е българска студентска комунистическа организация, младежко звено на ВМРО (обединена).
През 1929 година, когато убийствата между михайловисткото и протогеровисткото крило във ВМРО стигат своя връх, Васил Хаджикимов издава от името на „независимите студенти в Софийския държавен университет“ брошурата „Не можем повече да мълчим“ и заедно с други свои колеги се опитва да свика младежки конгрес, който обаче не е разрешен.
На следната 1930 година Хаджикимов, Коста Веселинов, Димитър Шарланджиев, Асен Чаракчиев, М. Иванов, Кирил Николов, Михаил Сматракалев създават МНСГ „Гоце Делчев“, като легален клон на ВМРО (обединена) и с платформа, стъпила върху Майския манифест. В 1931 - 1931 година МНСГ издава 6 броя от вестника „Македонски студентски лист“, след забраната му издава 4 броя от „Македонска студентска трибуна“ (1932 - 1933) и три броя от „Македонска младеж“.
МНСГ застава на откровени македонистични позиции и от нея през януари 1934 година се отцепва групата около Хаджикимов, който с Борис Михов издава вестник „Македонска борба“. Тя изключва от редовете си Васил Ивановски, Д. Танов, Коста Веселинов, Асен Чаракчиев и Димитър Шарланджиев с обвинение, че петимата се придържат към „неоснователната теория за македонска нация и национален гнет в Пиринско“.
След Деветнадесетомайския преврат дейността на групата е прекратена, вестникът ѝ заедно с „Македонско дело“ е забранен. Дейците ѝ участват в Македонския литературен кръжок.